# ブリュノ・ララ

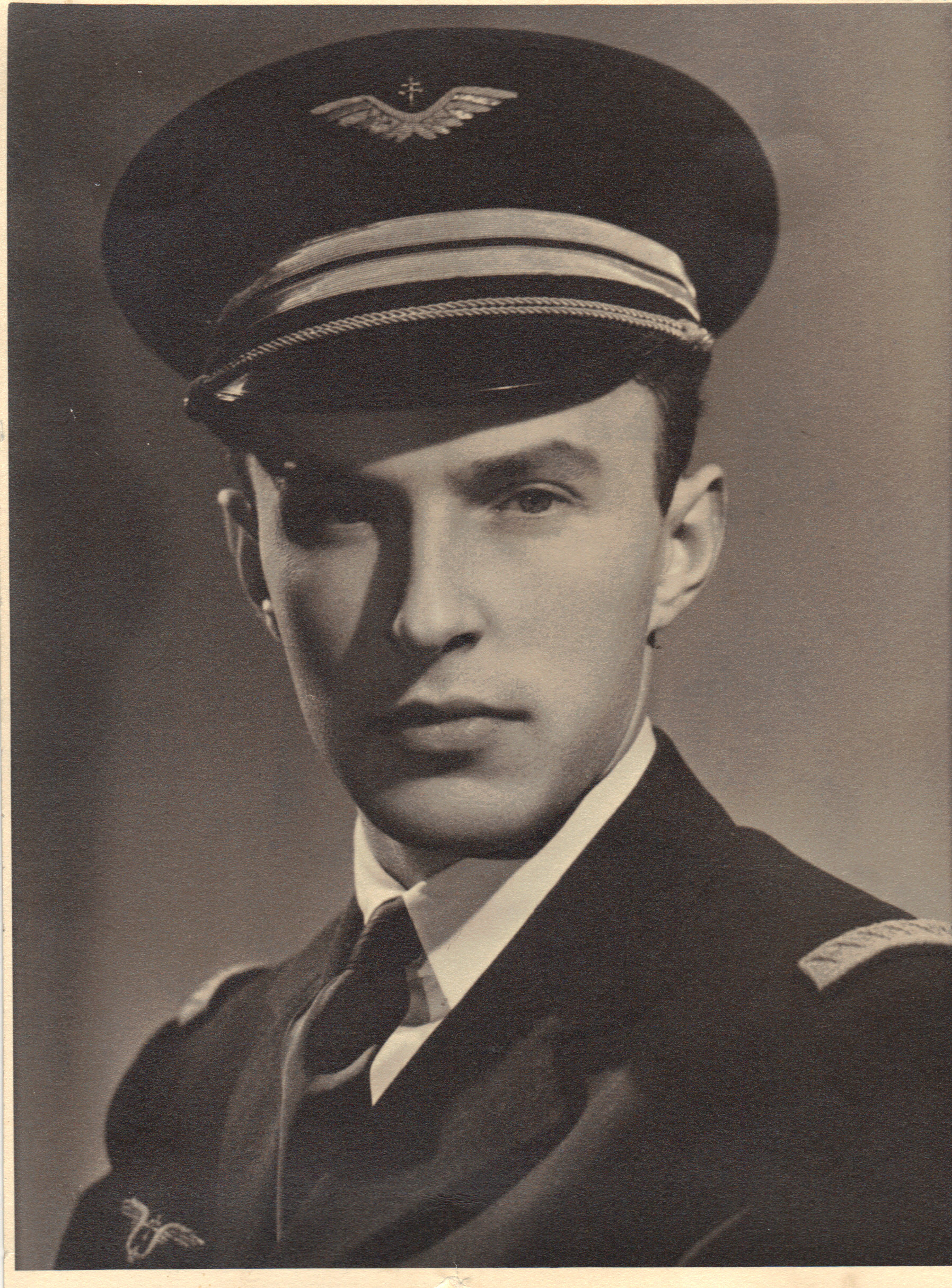
制服姿のブリュノ・ララ（1942年）

ブリュノ・ララ（1916年5月2日～1944年4月5日）は、フランスの軍人。

## プロフィール
ノベルの名士の家族の息子で、イゼールのノベルの西方のジャベリンの領域で生まれる。リヨンで軍人の研究をし、フランス空軍の騎兵隊に入隊した。1940年6月24日からイギリスに脱出する。フランス人女性戦闘員のキャプテンに昇進し、パラシュート降下の着陸の作動のセンターのチーフであった。
1944年1月ブーヘンヴァルト強制収容所に最終追放され、同4月5日に肺炎で死去した。